# Konris Maynard
Konris Maynard (King Konris; * 8. Juli 1983, St. Kitts) ist ein Sänger und Politiker aus St. Kitts und Nevis. Er ist bekannt, weil er vier Mal in Folge die National Calypso Show gewonnen hat. Eine weitere Ehrung erhielt er zum Silber-Jubiläum (25 Jahre) der Unabhängigkeit von Saint Kitts und Nevis.
2015 trat er in den Wahlen an und wurde für den Wahlkreis St Christopher #3 gewählt. Er ist in der Opposition, der Saint Kitts and Nevis Labour Party.